# Río Margañán
Río Margañán är ett vattendrag i Spanien. Det ligger i den centrala delen av landet, 150 km väster om huvudstaden Madrid.